# 世界在线植物志
世界在线植物志（英文：World Flora Online，缩写：WFO）是一个开放获取的世界植物物种数据库，最初由美国的密蘇里植物園、纽约植物园和英国的愛丁堡皇家植物園及邱园提出建设计划，36個機構參與製作，並於2012年10月启动，現由邱園和密蘇里植物園維護運營。
世界在线植物志的创立，是为了响应2010年《生物多樣性公約》締約方大會通過的《全球植物保护战略》（GSPC）中的第一個目標：在2020年之前，完成一部包含所有已知植物的在线植物志。此前於2002年通過的《全球植物保护战略》中的相关目标，则由2010年上线的全球植物名录（英文：The Plant List）数据库實現，2013年以後該数据库不再更新，由世界在线植物志作為其後續项目承擔相應功用。